# Zygmunt Rukściński
Zygmunt Rukściński (ur. 2 lutego 1909 w Augustowie, zm. 1984) – polski rolnik i działacz ludowy, poseł na Sejm PRL V, VI i VII kadencji.

## Życiorys
Uzyskał wykształcenie zasadnicze zawodowe. Do czasu wybuchu II wojny światowej pracował w gospodarstwie rolnym rodziców. Uczestniczył w kampanii wrześniowej, po czym powrócił do pracy na roli. Należał do Armii Krajowej. Po wyzwoleniu Augustowa przez Armię Radziecką, został w marcu 1945 wiceburmistrzem tego miasta. Następnie pełnił urząd jego burmistrza (do 1950). Był także radnym Powiatowej Rady Narodowej oraz pełnomocnikiem ds. reformy rolnej. Zakładał lokalne struktury Stronnictwa Ludowego, ponadto organizował na ziemi augustowskiej „Samopomoc Chłopską”, Straż Pożarną oraz Bank Spółdzielczy. Był prezesem Powiatowego Związku Kółek Rolniczych w Augustowie, zasiadał też w Gminnej Komisji Rewizyjnej Zjednoczonego Stronnictwa Ludowego. W 1969, 1972 i 1976 uzyskiwał mandat posła na Sejm PRL. Przez dwie kadencje zasiadał w Rolnictwa i Przemysłu Spożywczego, a w trakcie VII w Komisji Leśnictwa i Przemysłu Drzewnego oraz w Komisji Zdrowia i Kultury Fizycznej.
Pochowany na cmentarzu parafialnym w Augustowie.

## Życie prywatne
Syn Władysława, mąż Florentyny. Miał troje dzieci: Marka (ur. 1941, działacza PZPR i „Solidarności”), Władysława (ur. 1948, w latach 2006–2014 radnego powiatu augustowskiego) i Jadwigę.

## Odznaczenia
- Złoty Krzyż Zasługi
- Srebrny Krzyż Zasługi
- Brązowy Krzyż Zasługi
- Odznaka 1000-lecia Państwa Polskiego